# Nespereira (Sarria)
Nespereira (llamada oficialmente Santiago de Nespereira) es una parroquia y una aldea española del municipio de Sarria, en la provincia de Lugo, Galicia.

## Organización territorial
La parroquia está formada por nueve entidades de población, constando ocho de ellas en el nomenclátor del Instituto Nacional de Estadística español:
- Airexe
- Caseta (A Caseta)
- Cousiño (O Cousiño)
- Hermida (A Ermida)
- Lamas
- Nespereira
- Rivas (Ribas)
- Vilagudín
- Vilar de Lamas

## Demografía

### Parroquia
| Gráfica de evolución demográfica de Nespereira (parroquia) entre 2000 y 2021 |
|                                                                              |
| Datos según el nomenclátor publicado por el INE.                             |

### Aldea
| Gráfica de evolución demográfica de Nespereira (aldea) entre 2000 y 2021 |
|                                                                          |
| Datos según el nomenclátor publicado por el INE.                         |